# Delphine Seyrig

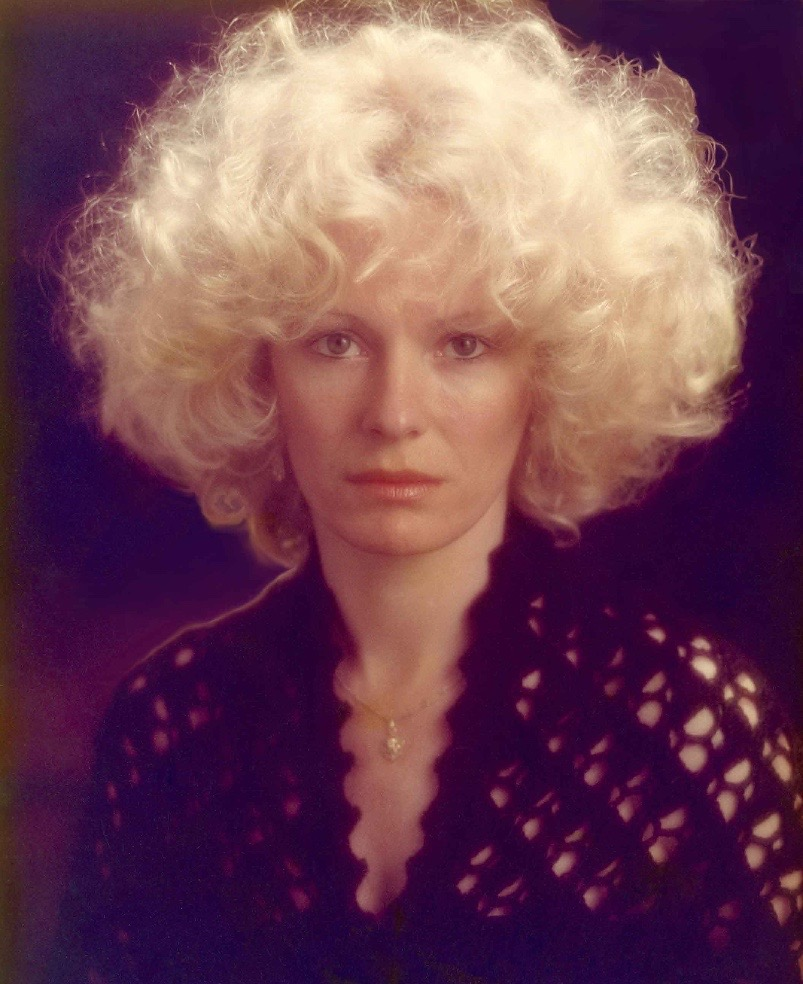
Delphine Seyrig, um 1972

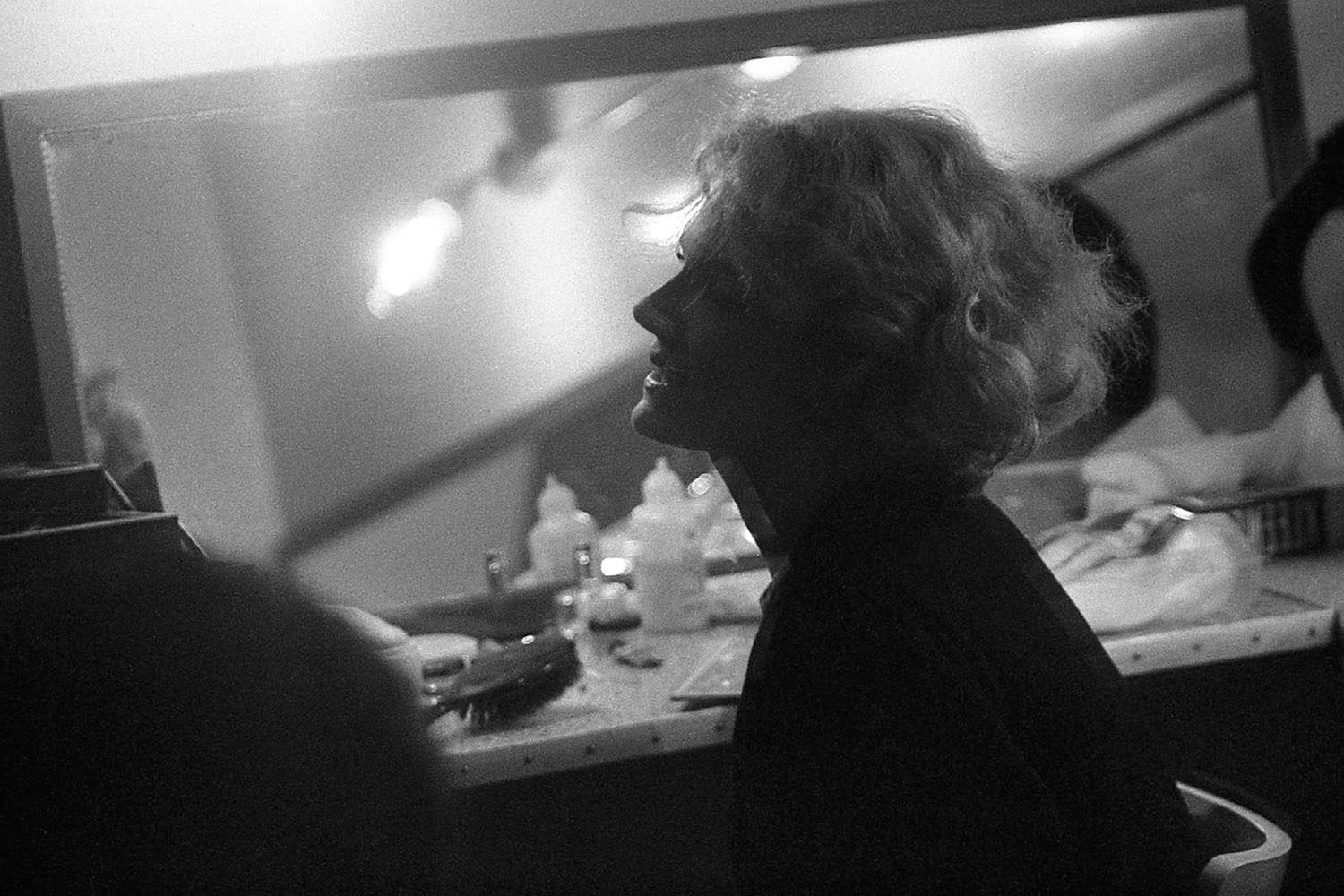
Delphine Seyrig in ihrer Garderobe, 1965

Delphine Claire Beltiane Seyrig (* 10. April 1932 in Beirut; † 15. Oktober 1990 in Paris) war eine französische Schauspielerin, Regisseurin und Videoaktivistin.

## Leben und Schauspielerei
Die Tochter des Archäologen Henri Seyrig und der Hermine de Saussure gab nach Schauspielunterricht ihr Debüt 1952 in Paris am Centre dramatique de l’Est. Ab 1954 spielte sie einige Zeit an der städtischen Bühne von Saint-Étienne, wo sie in Tschechows Die Möwe Erfolg hatte. 1956 zog sie nach New York und bildete sich am dortigen Actors Studio weiter. Im Kurzfilm Pull My Daisy erhielt sie 1958 ihre erste Filmrolle. Dann kehrte sie wieder nach Frankreich zurück.
Bekannt wurde Seyrig insbesondere durch ihre Hauptrollen in Letztes Jahr in Marienbad und Muriel oder Die Zeit der Wiederkehr unter der Regie von Alain Resnais. Ihre Art des Agierens wirkte stilbildend für die nun aufkommende Nouvelle Vague. Luis Buñuel engagierte sie für seine Filme Die Milchstraße und Der diskrete Charme der Bourgeoisie. Für François Truffaut spielte sie in Geraubte Küsse. Für Chantal Akerman spielte sie in Jeanne Dielman. Neben einigen englischsprachigen Kinorollen für u. a. Joseph Losey und Fred Zinnemann blieb Seyrig zeitlebens in erster Linie dem – später auch deutschen – Autorenkino treu.
Als Regisseurin realisierte Seyrig die Filme Maso et Miso vont en bateau, Scum Manifesto, Sois belle et tais-toi. Für ihre Rolle in Resnais’ Muriel oder die Zeit der Wiederkehr wurde sie auf den Filmfestspielen von Venedig ausgezeichnet.
Seyrig starb im Oktober 1990 infolge einer Krebserkrankung. Sie war Mutter des Komponisten Duncan Youngerman (* 1956), der aus der im Jahr 1950 geschlossenen Ehe mit dem US-amerikanischen Künstler Jack Youngerman (1926–2020) stammt. Ihre Enkelin ist die Schauspielerin Selina Youngerman (* 1994).

## Feministischer Aktivismus
Delphine Seyrig war nicht nur Schauspielerin, sondern auch eine wichtige feministische Figur in Frankreich. Immer wieder nutzte sie auch ihren Status als prominente Schauspielerin, um sich für die Rechte der Frauen einzusetzen. 1971 unterzeichnete Seyrig das Manifest 343 und gab öffentlich bekannt, eine illegale Abtreibung gehabt zu haben. Themen wie diese griff sie in späteren aktivistischen Projekten auf. In demselben Jahr nahm sie am Marche Internationale des Femmes teil, um sich für die Rechte der Frauen einzusetzen.
Anfang der 1970er lernte Seyrig bei der Filmemacherin Carole Roussopoulos den Umgang mit einer Videofilmkamera, die sie ab 1974 auch selbst nutzte. Mitte der 1970er Jahre gründete Seyrig zusammen mit Ioana Wieder (* 1932) und Roussopoulos das Kollektiv Les Insoumuses (lässt sich etwa mit ‚Widerständige Musen’ ins Deutsche übersetzen). Die Videos des Kollektivs befassen sich mit Themen wie Geschlechterrollen, Frauenrechten und Ähnlichem; unter anderem dokumentierten die drei Frauen immer wieder feministische Massendemonstrationen.
Seyrig begann gezielt, mehr mit Frauen zusammenzuarbeiten und spielte unter der Regie von Marguerite Duras in India Song und  in Sein Name aus Venedig im verlassenen Kalkutta sowie unter Ulrike Ottinger in Freak Orlando, Dorian Gray im Spiegel der Boulevardpresse und Johanna d’Arc of Mongolia.
1976 interviewte Seyrig für ihren Film Be pretty and shut up (1981) 24 Schauspielerinnen. Unter anderem sprach sie mit Shirley MacLaine und Jane Fonda über ihre Erfahrungen mit Sexismus in der Filmbranche. In demselben Jahr entstand der Videofilm Maso et Miso vont en bateau, in dem zu sehen ist, wie das Videokollektiv eine Fernsehsendung mit Françoise Giroud kaperte und den frauenfeindlichen Monolog der Sendung unterbrach. Ebenfalls 1976 entstand der Film Scum Manifest, bei dem Seyrig gemeinsam mit Roussopoulos Regie geführt hat. Der Kurzfilm basiert auf dem gleichnamigen feministischen Text von Valerie Solanas.
1982 gründeten Seyrig, Roussopoulos und Wieder das Centre audiovisuel Simone de Beauvoir, um dort z. B. Videos und Fotos zu den Anfängen der Frauenrechtsbewegungen zu archivieren. 1989 wurde Seyrig auf dem Créteil International Women’s Film Festival in Frankreich gewürdigt.
Carole Roussopoulus Enkelin, Callisto McNulty, erstellte aus archiviertem Material die Filmdokumentation Delphine et Carole, insoumuses (2019), die ein Doppelporträt über die beiden Künstlerinnen darstellt.
Im April 2022 eröffnete in der Kunsthalle Wien die Ausstellung Widerständige Musen, in der hauptsächlich Seyrigs feministische Arbeiten sowie Werke französischer feministischer Videokollektive der 1970er Jahre zu sehen sind. 2023 war die Ausstellung im Württembergischen Kunstverein Stuttgart zu sehen.

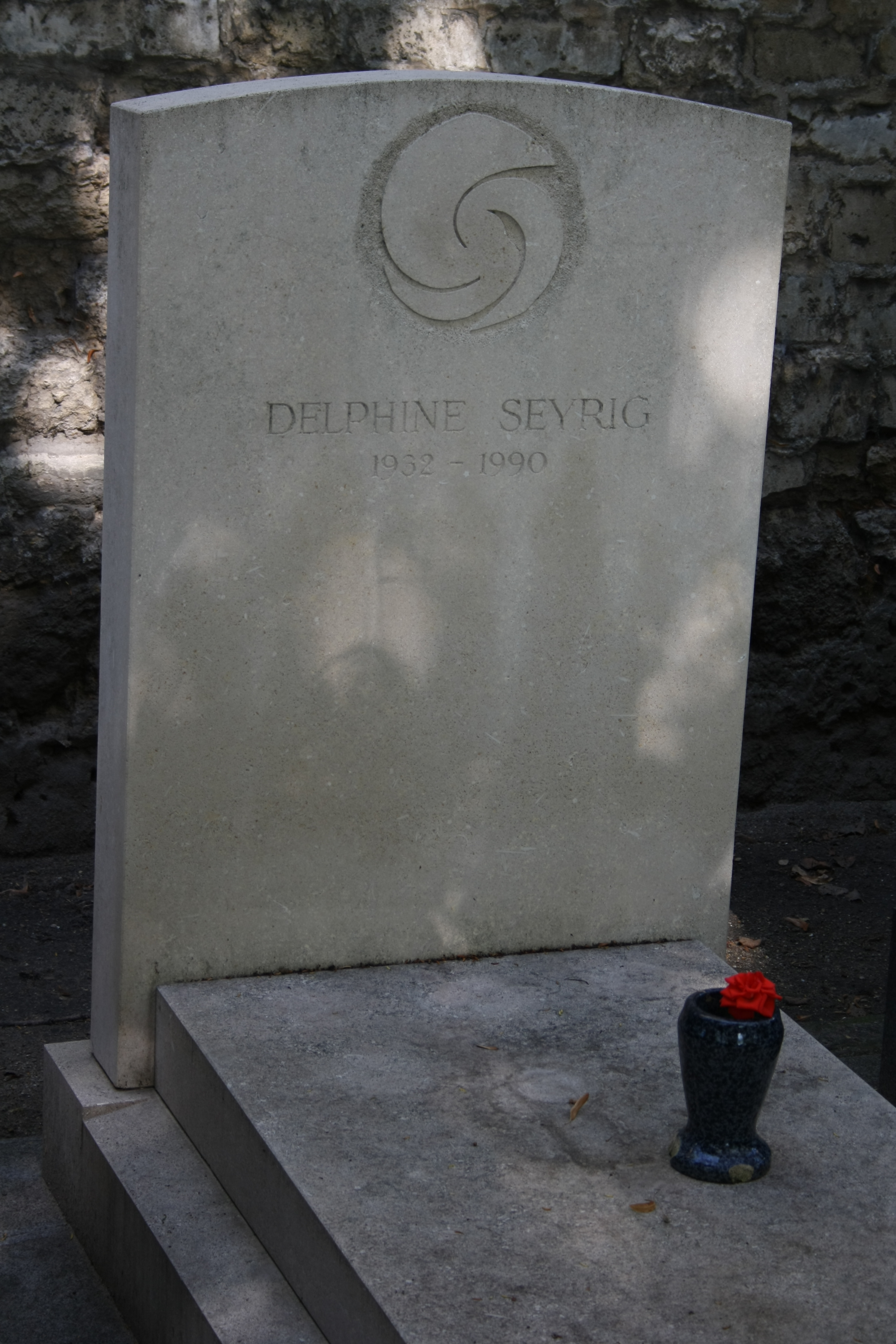
Grabstein auf dem Friedhof Montparnasse in Paris

## Filmografie (Auswahl)
Schauspielerin
- 1961: Letztes Jahr in Marienbad (L’année dernière à Marienbad)
- 1963: Muriel oder Die Zeit der Wiederkehr (Muriel ou Le temps d’un retour)
- 1966: Wer sind Sie, Polly Magoo? (Qui êtes-vous, Polly Maggoo?)
- 1967: Accident – Zwischenfall in Oxford (Accident)
- 1968: Geraubte Küsse (Baisers volés)
- 1968: Mr. Freedom
- 1969: Die Milchstraße (La Voie lactée)
- 1970: Die Lilie im Tal (Le lys dans la vallée)
- 1970: Eselshaut (Peau d’âne)
- 1971: Blut an den Lippen (Les lèvres rouges)
- 1972: Der diskrete Charme der Bourgeoisie (Le charme discret de la bourgeoisie)
- 1973: Der Schakal (The Day of the Jackal)
- 1973: Nora (A Doll’s House)
- 1974: Die schwarze Windmühle (The Black Windmill)
- 1975: Aloïse
- 1975: Der letzte Schrei
- 1975: Jeanne Dielman (Jeanne Dielman, 23 quai du Commerce, 1080 Bruxelles)
- 1975: India Song
- 1976: Sein Name aus Venedig im verlassenen Kalkutta (Son nom de Venise dans Calcutta désert)
- 1977: Baxter, Vera Baxter
- 1977: Rollenspiele (Repérages)
- 1979: Zuhause in einem fremden Land (Útközben)
- 1981: Freak Orlando
- 1984: Dorian Gray im Spiegel der Boulevardpresse
- 1986: Golden Eighties
- 1989: Johanna d’Arc of Mongolia

Regie
- 1975: Maso et Miso vont en bateau (Dokumentation)
- 1976: Scum Manifesto (Kurzfilm)
- 1981: Sois belle et tais-toi (Dokumentation)